# Luiz Felipe (futbolista nacido en 1993)
Luiz Felipe do Nascimento dos Santos (Tubarão, Santa Catarina, Brasil, 9 de octubre de 1993), conocido solo como Luiz Felipe, es un futbolista brasileño. Juega de defensa central y su equipo actual es el Goiás de la Serie B.

## Trayectoria

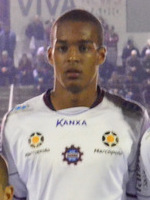
Luiz Felipe jugando para Caxias, en el año 2013.

### Inicios
Luiz Felipe, formado en las inferiores del Joinville, fichó por el Caxias del Sur en 2011 y debutó con el primer equipo el 5 de octubre de 2012 en la victoria de visita por 1-0 sobre el Vila Nova por la Serie C.
El 14 de enero de 2014 fue enviado a préstamo al Duque de Caxias por cinco meses. Dejó el club en 2014.

### Paraná
El 3 de febrero de 2015, Luiz Felipe fichó por el Paraná de la Serie B. Debutó profesionalmente el 8 de mayo, como sustituto en los últimos minutos contra Ceará.

### Santos
El 17 de febrero de 2016, el Santos llegó a un acuerdo con Paraná por Luiz Felipe. Firmó un contrato de cuatro años con su nuevo club.
Debutó en el Santos el 5 de marzo de 2016 en la victoria por 2-0 ante el Corinthians. Anotó su primer gol en el club el 28 de abril en el 3-0 sobre Santos-AP por la Copa Brasil.
Hizo su debut en la Serie A el 25 de mayo de 2016, como sustituto de Joel en el empate 2-2 contra Figueirense.
El 10 de octubre de 2017 renovó su contrato con el club hasta 2022.
Comenzó la temporada 2019 como suplente de Lucas Veríssimo y Gustavo Henrique. El 10 de enero de 2020 renovó su contrato con el club hasta 2024.

## Estadísticas
Actualizado al último partido disputado el 13 de agosto de 2020.
| Club | Div.          | Temporada     | Liga  | Liga  | Estatal | Estatal | Copas nacionales(1) | Copas nacionales(1) | Copas internacionales(2) | Copas internacionales(2) | Otras(3) | Otras(3) | Total | Total |
| Club | Div.          | Temporada     | Part. | Goles | Part.   | Goles   | Part.               | Goles               | Part.                    | Goles                    | Part.    | Goles    | Part. | Goles |
| --- | ------------- | ------------- | ----- | ----- | ------- | ------- | ------------------- | ------------------- | ------------------------ | ------------------------ | -------- | -------- | ----- | ----- |
| Caxias do Sul · Brasil                                                                                            |               |               |       |       |         |         |                     |                     |                          |                          |          |          |       |       |
| 3.ª | 2012          | 1             | 0     | 0     | 0       | -       | -                   | -                   | -                        | 8                        | 0        | 9        | 0     |       |
| 3.ª | 2013          | 4             | 0     | 12    | 0       | 2       | 0                   | -                   | -                        | -                        | -        | 18       | 0     |       |
| Total club | Total club    | 5             | 0     | 12    | 0       | 2       | 0                   | 0                   | 0                        | 8                        | 0        | 27       | 0     |       |
| Duque de Caxias · Brasil                                                                                          |               |               |       |       |         |         |                     |                     |                          |                          |          |          |       |       |
| 3.ª | 2014          | 0             | 0     | 5     | 0       | 1       | 0                   | -                   | -                        | -                        | -        | 6        | 0     |       |
| Total club | Total club    | 0             | 0     | 5     | 0       | 1       | 0                   | 0                   | 0                        | 0                        | 0        | 6        | 0     |       |
| Cascavel · Brasil                                                                                                 |               |               |       |       |         |         |                     |                     |                          |                          |          |          |       |       |
| Est. | 2014          | 0             | 0     | 7     | 0       | -       | -                   | -                   | -                        | -                        | -        | 7        | 0     |       |
| Total club | Total club    | 0             | 0     | 7     | 0       | 0       | 0                   | 0                   | 0                        | 0                        | 0        | 7        | 0     |       |
| Paraná · Brasil                                                                                                   |               |               |       |       |         |         |                     |                     |                          |                          |          |          |       |       |
| 2.ª | 2015          | 28            | 0     | 10    | 0       | 1       | 0                   | -                   | -                        | -                        | -        | 39       | 0     |       |
| 2.ª | 2016          | 0             | 0     | 3     | 2       | 0       | 0                   | -                   | -                        | -                        | -        | 3        | 2     |       |
| Total club | Total club    | 28            | 0     | 13    | 2       | 1       | 0                   | 0                   | 0                        | 0                        | 0        | 42       | 2     |       |
| Santos · Brasil                                                                                                   |               |               |       |       |         |         |                     |                     |                          |                          |          |          |       |       |
| 1.ª | 2016          | 26            | 1     | 2     | 0       | 9       | 1                   | -                   | -                        | -                        | -        | 37       | 2     |       |
| 1.ª | 2017          | 8             | 0     | -     | -       | -       | -                   | -                   | -                        | -                        | -        | 8        | 0     |       |
| 1.ª | 2018          | 13            | 0     | 6     | 0       | 2       | 0                   | 1                   | 0                        | -                        | -        | 22       | 0     |       |
| 1.ª | 2019          | 8             | 0     | 10    | 1       | 2       | 0                   | 0                   | 0                        | -                        | -        | 20       | 2     |       |
| 1.ª | 2020          | 1             | 0     | 7     | 0       | 0       | 0                   | 1                   | 0                        | -                        | -        | 9        | 0     |       |
| Total club | Total club    | 56            | 1     | 25    | 1       | 13      | 2                   | 2                   | 0                        | 0                        | 0        | 96       | 4     |       |
| Total carrera | Total carrera | Total carrera | 89    | 1     | 63      | 3       | 17                  | 2                   | 2                        | 0                        | 8        | 0        | 178   | 6     |
| (1) Incluye datos de la Copa de Brasil (2) Incluye datos de la Copa Libertadores (3) Incluye datos de la Copa FGF |               |               |       |       |         |         |                     |                     |                          |                          |          |          |       |       |

## Palmarés

### Títulos estatales
| Título                             | Club                | Estado    | Año  |
| ---------------------------------- | ------------------- | --------- | ---- |
| Campeonato Paranaense: Série Prata | Cascavel            | Paraná    | 2014 |
| Campeonato Paulista                | Santos              | São Paulo | 2016 |
| Campeonato Goiano                  | Atlético Goianiense | Goiás     | 2024 |